# TV Monaco
TV Monaco, noto anche con l'acronimo TVM, è l'ente televisivo pubblico del Principato di Monaco, parte della società concessionaria Monaco Media Diffusion (MMD); di carattere generalista, l'emittente trasmette prevalentemente notiziari, programmi culturali d'intrattenimento ed educativi, progettati per mostrare e promuovere la cultura monegasca.
A partire dal 31 marzo 2024 è membro effettivo dell'Unione europea di radiodiffusione.

## Storia
Nel 2016, dopo l'acquisizione totale della rete televisiva Télé Monte-Carlo (TMC) da parte del Groupe TF1, il Principato non disponeva più di alcun servizio televisivo dedicato al pubblico.
Il 22 novembre 2021 il Consiglio di governo del Principato di Monaco ha annunciato che una parte del suo bilancio statale microstato sarebbe stata riservata alla creazione di un nuovo servizio televisivo, nonché a una possibile partecipazione all'Eurovision Song Contest 2023. La creazione dell'ente è stata autorizzata con l'Ordonnance Souveraine nº 9.882 pubblicata sul Journal de Monaco.
Inizialmente chiamata Monte-Carlo Riviera TV, il lancio era previsto per la fine del 2022, ma è stato successivamente posticipato al terzo trimestre del 2023. Il 23 marzo 2023 sono stati annunciati il nuovo nome e la data di lancio per il canale. Il canale è stato rinominato TV Monaco ed è stato lanciato ufficialmente il 1º settembre 2023, la cui trasmissione inaugurale è stata dedicata al Principe Alberto II e la Principessa consorte Charlène Wittstock.
TV Monaco, che è finanziata in parte dallo Stato, in parte dalla pubblicità e in parte dalle vendite dei programmi che produce, è subentrata come membro dell'emittente internazionale TV5 Monde, permettendo ai suoi contenuti di essere trasmessi in più di 200 Paesi.
Poco dopo il lancio del canale, TV Monaco è diventata membro della Monaco Media Diffusion (MMD), la società concessionaria che rappresenta il principato nell'Unione europea di radiodiffusione (UER); mentre, a partire dal 31 marzo 2024, l'ente è subentrato come membro dell'organizzazione in maniera indipendente.
Il 18 dicembre 2024 è stato reso pubblico l'annuncio della fusione dei canali TV Monaco e Monaco Info, che saranno sostituite da un nuovo canale "indipendente", di carattere generealista, a partire dal 1° settembre 2025.